# 傥溪桥
傥溪桥，又名明川桥，位于中华人民共和国浙江省衢州市常山县天马街道、金川街道，全长57米，建于明朝弘治年间。后多次被洪水冲毁。光绪二十九年方文彬夫妇出资重建。
2017年1月19日，傥溪桥被列入第七批浙江省文物保护单位，该文物保护单位是一座古建筑。